# Pratum Chuthong
Pratum Chuthong (thailändisch ประทุม ชูทอง, * 26. Oktober 1983 in Ranong) ist ein ehemaliger thailändischer Fußballspieler.

## Karriere

### Verein
Pratum Chuthong erlernte das Fußballspielen in der Schulmannschaft der Wat Suthiwararam School sowie der Kasem-Bundit-Universität in Bangkok. Bei der Universitätsmannschaft Kasem Bundit University FC unterschrieb er 20047 auch seinen ersten Vertrag. 2008 wechselte er zum Erstligisten Osotspa Saraburi. Bis 2011 spielte er 87 Mal in der ersten Liga, der Thai Premier League. 2012 wechselte er zum Ligakonkurrenten Buriram United nach Buriram. Nach drei erfolgreichen Jahren ging er 2015 nach Suphanburi. Hier unterschrieb er einen Vertrag beim Erstligisten Suphanburi FC. Mitte 2016 verließ er Suphanburi und wechselte in den Norden des Landes, wo er einen Vertrag bei Chiangrai United in Chiangrai unterschrieb. 2018 wurde er von Chiangrai an den Erstligisten Ratchaburi Mitr Phol ausgeliehen. Zur Saison 2019 ging er wieder nach Bangkok und schloss sich dem Zweitligaaufsteiger MOF Customs United FC an. Nachdem der Vertrag im Juli 2019 nicht verlängert wurde, ist er vereinslos. Im Februar 2020 beendete er seine Karriere als Fußballspieler.

### Nationalmannschaft
Von 2004 bis 2017 spielte Pratum Chuthong 19 Mal in der thailändischen Nationalmannschaft. Sein Debüt gab er am 30. November 2004 in einem Freundschaftsspiel gegen Estland.

## Erfolge

### Verein
Buriram United
- Thailändischer Meister: 2013, 2014
- Thailändischer Pokalsieger: 2012, 2013
- Thailändischer Ligapokalsieger: 2012, 2013
- Kor Royal Cup-Sieger: 2013, 2014

Chiangrai United
- Thailändischer Pokalsieger: 2017

### Nationalmannschaft
Thailand
- ASEAN Football Championship: 2016